# George Hysteron-Proteron
George Hysteron-Proteron (vers. 1874-1942) est un personnage de fiction créé par l'écrivain britannique J. K. Stanford. Soldat de l'Armée britannique, chasseur et Lord du manoir de Five Mile Wallop, dans le Cambridgeshire. Il est aussi connu dans son club londonien, le  Qu'hais, comme « Le vieux coq de bruyère » (the Old Grouse-Cock). C'est sous la forme de cet oiseau qu'il vit ses principales aventures. On le considère comme une figure comique de la littérature sportive et un fanatique de la chasse aux oiseaux.

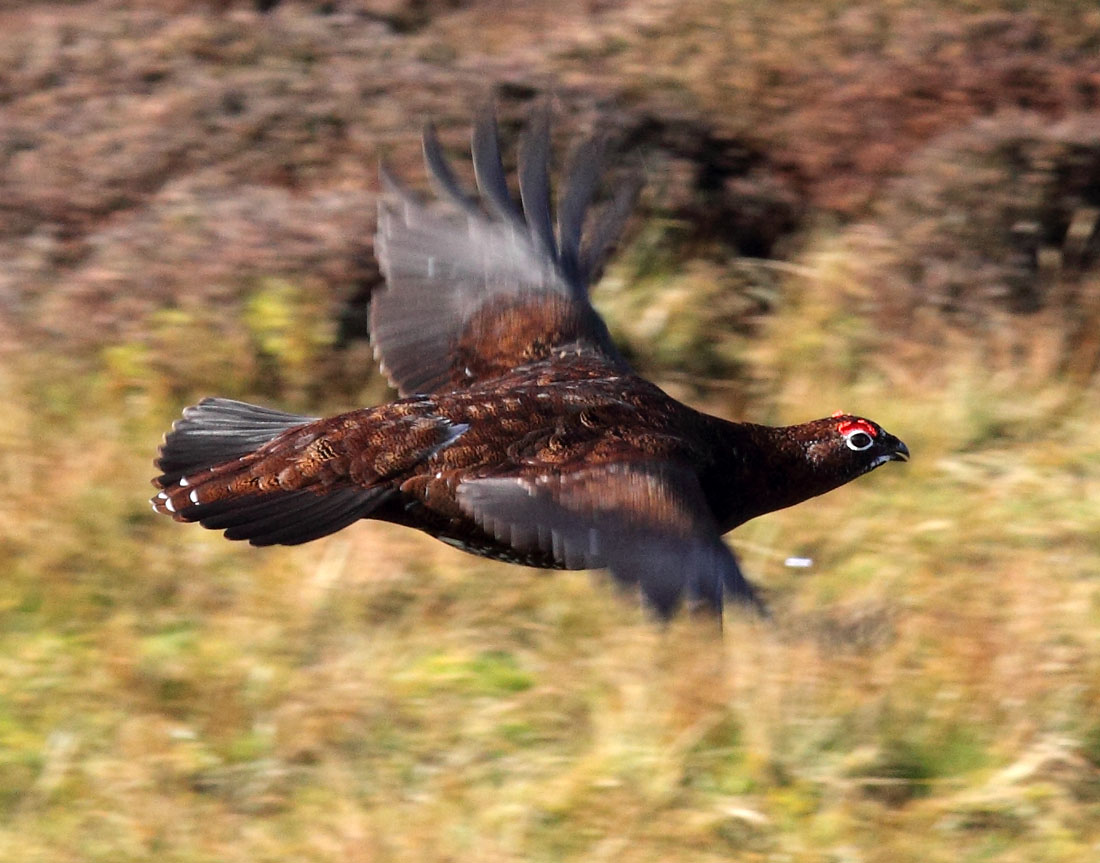
le lagopède d'Écosse ou lagopède rouge (Red grouse), est l'oiseau que George Hysteron Proteron a le plus chassé dans sa vie et sous la forme duquel il se réveille le matin du Glorious twelfth.

## Origine et création
Le créateur de Hysteron-Proteron, J. K. Stanford écrit en 1964 que « George... doit son origine à une scène dont je fut témoin au club des Indes (East India Club) :  un jour, au petit déjeuner, un personnage fit venir le garçon et lui dit assez fort pour que je l'entende : « n'avais-je pas commandé des côtelettes de mouton dans leur sang ? Celles-ci manquent de sang, remportez-les ! » »
Le personnage fait son apparition dans le premier livre de Stanford  The Twelfth (Le Douze, 1944), que l'auteur a révisé en 1964 avec le nouveau titre The Twelfth and After: being the life and death of George Hysteron-Proteron (Le Douze et les jours d'après  : vie et mort de George Hysteron-Proteron). Le livre original The Twelfth, a été rédigé entre 1942 et 1943 dans le désert d'Afrique du Nord, alors que l'auteur servait dans la 8e armée britannique entre El Alamein et Gabès,.
Un membre du prestigieux club Boodle's de Londres a réagi en recevant le roman comme cadeau de Noël en 1944 en écrivant : « Je vois que l’auteur fait mention du Boodle's. Je ne sais pas s'il fait partie de nos membres, nais il y a ici, en ce moment même, six George Proteron assis autour de moi dans le fumoir » (« I see the author mentions Boodle's. I don't know if he is a member here but there are six George Proterons sitting round me in the smoking-room at the moment ».
Le nom de famille du personnage fait directement référence  à la figure de rhétorique de l'hystéron-protéron, dans lequel l'ordre logique ou chronologique des membres d'une phrase est inversé.

## Jeunesse
Encore au berceau, Hysteron-Proteron s'amuse à tirer à la sarbacane dans le dos de sa nounou,. En grandissant, celle-ci lui prédit qu'il ne connaîtra jamais le paradis, et en temps voulu, il étudie à Eton, au Royal Military College, Sandhurst, « et dans la Badminton Library ».

## Carrière militaire

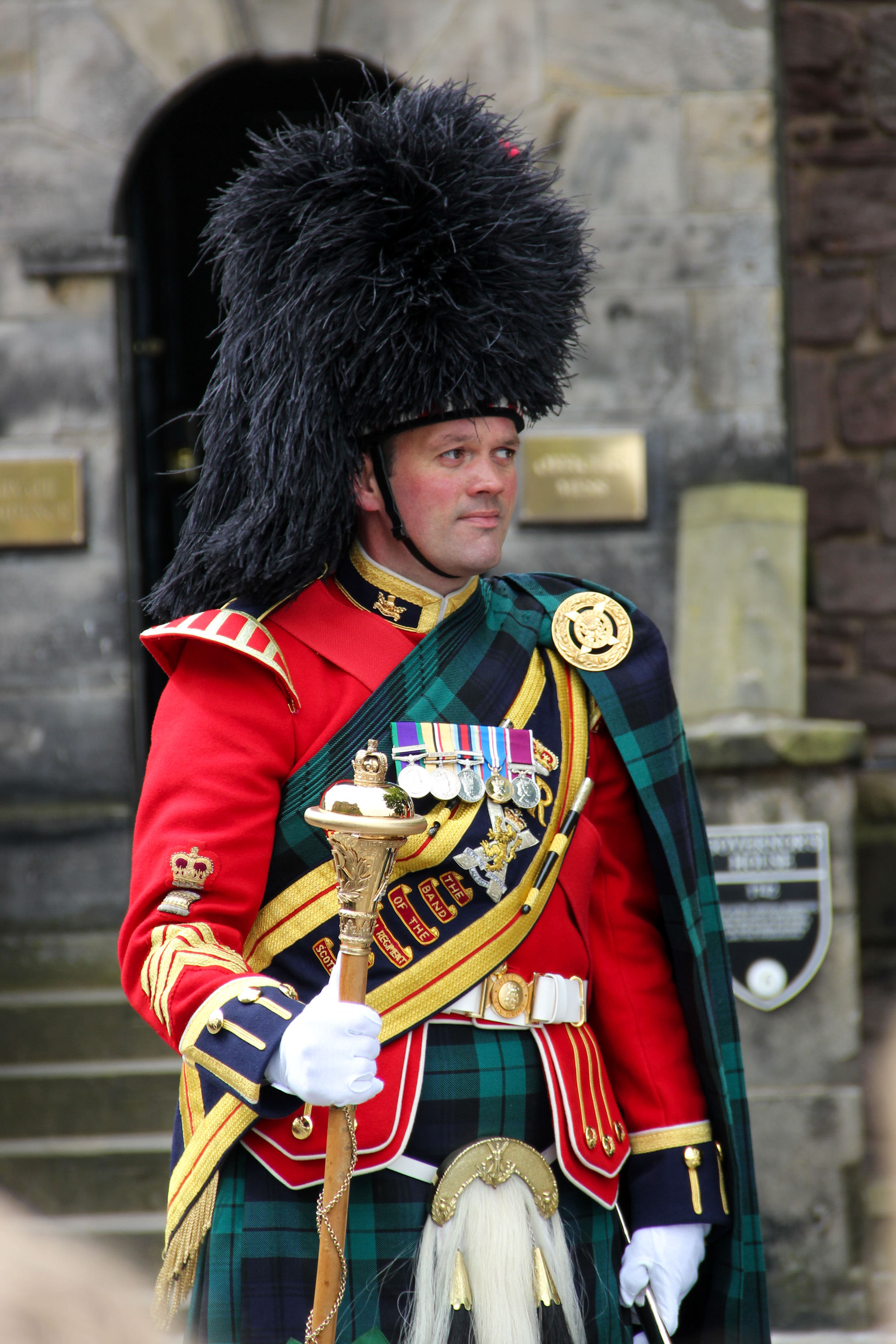
Un sergent major en tenue d'apparat du Régiment royal d'Écosse, dont la Black Watch fait partie.

Il combat dans le régiment des Black Scots dans la Première Guerre du Matabele, dans la Guerre des Boers et en France durant la première Guerre mondiale, qu'il termine, en 1918, comme officier de cantonnement (Billeting Officer).

## Le chasseur sportif
Hysteron-Proteron a la réputation d'être « l'un des dix ou douze meilleurs fusils du royaume » (« one of the ten or twelve best shots in the kingdom »). Il tient un « registre du gibier » des plus élaborés (qui consiste en une comptabilité détaillée de tout ce qu'il a tué), qui en 1938 en est à son vingtième volume. À cette date il a tiré environ 200 000 têtes,.

## Famille
Hysteron-Proteron est le plus jeune fils de Lord Parable, et sa mère est « une Fleuchary de Brawl, au nord du Sutherland ». Son demi-frère William Proteron a été veneur d'une meute de chasse au renard (« Master of Foxhounds »), mais les deux hommes ne s'adressent plus la parole depuis trente ans à cause d'un différend relatif à l'héritage convoité de la fortune d'une « tante Hysteron très riche mais invalide, dans le Suffolk », qui à sa mort a légué son argent à parts égales entre la Société Royale pour la prévention de la cruauté envers les animaux (Royal Society for the Prevention of Cruelty to Animals) et la Ligue contre les sports cruels (Society for the Abolition of Bloodsports). Le cousin germain de Hysteron-Proteron, Randolph Hysteron est un auteur de « romans incroyablement modernes » parmi lesquels What the Hell does it matter? (Que diable cela peut-il bien faire ?) et God will call it Quits (Dieu nous tiendra quittes). Ses héros sont « solitaires et enclins à s'accrocher autour des bordels » (« lonely and apt to hang round brothels »), et Hysteron-Proteron est un lecteur des livres de son cousin.
Célibataire, Hysteron-Proteron a pour héritier un neveu dont il est dit, en 1938, qu'il est « connu en ce moment pour conduire dangereusement sur le raccourci de Kingston ».

## Religion
Jusqu'aux quatre dernières années de sa vie, Hysteron-Proteron ne fréquente guère l'église, le dimanche matin étant pour lui consacré à la tournée de ses nids et à l'inspection des recoins de son domaine avec son garde-chasse, après ses sorties des vendredis et samedis. Mais, ayant renoncé à la chasse en 1938, il se met à porter souvent un costume bleu foncé, un col blanc rigide, des guêtres et un chapeau melon, pour participer à des cérémonies religieuses dans la chapelle familiale.
Hysteron-Proteron  trouve détestables les hymnes de l'église d'Angleterre et demande une fois au vicaire de lui prêter des livres sur la vie après la mort, en expliquant : « Quand j'étais petit garçon, il y avait simplement le ciel et l'enfer et ma nourrice me disait toujours avec insistance que je ne verrais jamais le premier. Vous vous savez ce que je veux dire : à quoi servons-nous ici bas ? ». Il poursuivait en dévoilant ses craintes d'avoir à se mêler à des bandes de Chérubins : « je déteste les foules ... Et je ne supporte pas de chanter en groupe ! Toutes ces harpes, ces alléluias et ces chœurs célestes ... Cela me fait peur. Ça doit être vraiment terrifiant l'éblouissement de ces pavements en or, ma parole d'honneur je n'aime pas cette perspective. » Et il trouvait le vicaire étonnamment ignorant et mal à son aise.

## Sa vie d'oiseau
The Twelfth and After  de Stanford raconte en grande partie les aventures de Hysteron-Proteron sous la forme d'un lagopède d'Écosse, qu'il prend à son réveil alors qu'approche la fin de sa carrière de chasseur, le matin du Douze août 1942. En se retrouvant comme lagopède dans une lande alors que débute la saison de la chasse, il est bien entendu capable d'utiliser son expérience de chasseur pour éviter la mort de la main de ses propres amis chasseurs. Il parvient même à créer une sorte d'organisation de ses compagnons lagopèdes pour leur permettre d'échapper aux fusils,.

## Honneurs et clubs
Hysteron-Proteron est fait Compagnon de l'Ordre du Bain en 1918, pour ses hauts-faits militaires. Il est également Patron et Président de la Société Horticole de Five Mile Wallop.
Il est membre des clubs Qu'hais et Boodle's.